# Portmeirion
Portmeirion – wieś w Wielkiej Brytanii, w północno-zachodniej Walii, w hrabstwie Gwynedd, położona nad estuarium rzeki Dwyryd. Miejscowość zlokalizowana jest na zalesionym półwyspie, około 3 km na południowy wschód od miasta Porthmadog.
Wieś zbudowana została w latach 1925-1976 według inspirowanego stylem włoskim projektu sir Clougha Williamsa-Ellisa. Okolica porośnięta jest roślinnością charakterystyczną dla klimatu podzwrotnikowego. Portmeirion stał się atrakcją turystyczną, przyciągającą 250 000 odwiedzających rocznie.
W latach 60. w Portmeirion kręcony był serial telewizyjny The Prisoner.